# Republikeinse Partij van Georgië
De Republikeinse Partij van Georgië (Georgisch: საქართველოს რესპუბლიკური პარტია, Sakartvelos Respoeblikoeri Partia), algemeen bekend als de Republikeinen (რესპუბლიკელები, Respoeblikelebi), is een pro-Europese liberale politieke partij in Georgië. De partij heeft haar oorsprong in 1978 en kwam voort uit de dissidentenbeweging. Ze is de oudste nog actieve partij in het land. 
De partij regeerde tussen 2012 en 2016 met de Georgische Droom. De Republikeinse Partij had een groot deel van haar bestaan een intellectueel imago en was niet effectief in het aantrekken van grotere groepen kiezers, ondanks dat ze geprofileerde leiders had die actief deelnemen aan het publieke debat. Haar politieke impact bleef daarmee beperkt.

## Geschiedenis
De Republikeinse Partij van Georgië kent een geschiedenis die begon in de Sovjet-Unie van de jaren 1970 onder Leonid Brezjnev en leider van de Georgische sovjetrepubliek Edoeard Sjevardnadze, een periode die bekend staat als de Grote Stagnatie. In 1975 sloten tientallen Europese landen, waaronder de Sovjet-Unie, en de Verenigde Staten en Canada, de Helsinki-akkoorden. Deze beloofden de Sovjet-Unie territoriale integriteit in ruil voor de bescherming van mensenrechten.
Aangemoedigd door deze ontwikkeling, traden dissidenten zoals Merab Kostava en Zviad Gamsachoerdia naar de voorgrond, die de corruptie aankaartten en streden voor meer mensenrechten in de Sovjet-Unie. Toen het centrale Sovjetgezag de Georgische taalrechten probeerde te reduceren, leidde dat in april 1978 tot grote demonstraties en de opkomst van meerdere dissidente groeperingen.

### Oprichting en ondergrondse activiteit
Op 21 mei 1978 richtten Vachtang Dzabiradze, de broers David en Levan Berdzenisjvili en Vachtang Sjonia de Republikeinse Partij van Georgië op. De partij was destijds een illegale dissidente politieke organisatie, die campagne voerde voor een onafhankelijk Georgië, politiek pluralisme, democratische instellingen, onafhankelijke media en markteconomie. Ze zette ondergrondse groepen op in steden als Tbilisi, Batoemi, Soechoemi, Zoegdidi, Tkiboeli en Tsjiatoera. De organisatie verspreidde in de beginperiode in eigen beheer de periodiek "Samreklo".
De KGB arresteerde in de periode 1983-1984 de vier oprichters en zette ze gevangen  op beschuldiging van 'anti-Sovjet-campagne en propaganda' en het oprichten van de 'anti-Sovjet organisatie Republikeinse Partij'. De vier zaten hun volledige straf van enkele jaren uit in strafkolonies in Perm en Mordovië in de Russische Sovjetfederatie. Als gevolg van het perestrojka- en glasnost-beleid van Sovjet-leider Michail Gorbatsjov ontstond er in de tweede helft van de jaren 80 ruimte binnen de Sovjetrepublieken voor burgerbewegingen en politieke partijen, en kon de Republikeinse Partij uit de illegaliteit komen. In 1990 werd ze officieel als politieke partij geregistreerd.

### Parlementaire oppositie
Op 28 oktober 1990 vonden de eerste meerpartijenverkiezingen plaats voor de Opperste Sovjet van de Georgische Sovjetrepubliek. De Republikeinse Partij vormde met zes andere partijen en bewegingen de verkiezingsalliantie Democratisch Georgië die iets minder dan twee procent van de stemmen kreeg, niet genoeg voor de kiesdrempel van vier procent. Bij de stemming voor de districtszetels wist de alliantie vier zetels te winnen, waarvan drie voor de Republikeinen. De partij had meer succes in de autonome republiek Adzjarië, waar oprichters David en Levan Berdzenisjvili vandaan kwamen. Onder de noemer "Adzjarië" kreeg de partij samen met het Volksfront twintig procent van de stemmeneen in de verkiezing voor de Hoge Raad op 23 juni 1991, goed voor acht zetels. De partij steunde in de eerste presidentsverkiezingen van Georgië in mei 1991 Nodar Natadze, leider van het Volksfront. Nationalist Zviad Gamsachoerdia won deze verkiezing, die ook het parlement controleerde met zijn Ronde Tafel — Vrij Georgië.
Na de gewelddadige staatsgreep tegen Gamsachoerdia kwam zwaargewicht Edoeard Sjevardnadze in maart 1992 terug naar Georgië om internationaal legitimiteit te geven aan de tijdelijke regering van de coupplegers. Als gevolg van de coup had Georgië als enige voormalig Sovjet-land nog geen algemene erkenning gekregen, ondanks dat de Sovjet-Unie al officieel opgehouden was te bestaan. Sjevardnadze was tussen 1972 en 1985 leider van de Georgische sovjetrepubliek en was verantwoordelijk voor de onderdrukking van dissidenten, waaronder van de Republikeinen. Zij steunden Sjevardnadze dan ook niet. Op 11 oktober 1992 vonden nieuwe parlementsverkiezingen plaats, waaraan de Republikeinen in de alliantie 11 Oktober meededen. Het blok werd tweede met bijna elf procent van de stemmen en won in totaal 19 zetels. Hiervan vormden tien leden de Republikeinse fractie in de oppositie.
De partij was in deze periode actief betrokken bij het ontwerp van een nieuwe grondwet, en speelde hierin een belangrijke rol. Ze deed voorstellen voor een parlementaire republiek met een gedecentraliseerd bestuursmodel en stelde hervormingen voor van de uitvoerende, wetgevende en rechterlijke macht. De partij was tegen het lidmaatschap van Georgië van het Gemenebest van Onafhankelijke Staten (GOS), waartoe Sjevardnadze in 1993 door Rusland gedwongen werd. Het was wisselgeld voor de Russische militaire bijstand in het onderdrukken van rebellie van sympathisanten van de afgezette president Gamsachoerdia in de west-Georgische streek Samegrelo.
In 1994 fuseerden de Republikeinse Partij, het Volksfront en Kartia 91 tot de Verenigde Republikeinse Partij in aanloop naar de parlementsverkiezingen van 1995. De fusiepartij kreeg minder dan twee procent van de stemmen, terwijl de Republikeinen een zetel wisten te behouden via een districtsmandaat. Tegelijkertijd vond de presidentsverkiezing  plaats, waarin de partij oppositiekandidaat Akaki Bakradze van het Ilja Tsjavtsjavadze Genootschap steunde. De Republikeinse Partij stapte niet veel later uit de fusiepartij en ging weer zelfstandig verder. Oprichter Dzabiradze legde zijn voorzitterschap neer en verliet de partij en de politiek, nadat hij onenigheid kreeg met zijn partijgenoten over fundamentele punten. Op het partijcongres van 1996 werd Ivliane Chaindrava tot voorzitter gekozen.

### Georgië zonder Sjevardnadze
De antipathie in de partij jegens Sjevardnadze was blijvend en kwam tijdens de verkiezingen van 1999 tot uiting met de campagneleuze "Noch Sjevardnadze, noch Abasjidze", een verwijzing naar zowel de president als de corrupte en autocratische leider van de autonome republiek Adzjarië. De partij was in deze verkiezingen onderdeel van de electorale alliantie Nationaal-Democratische Partij - Derde Weg onder leiding van de Nationaal-Democratische Partij, aangevuld met de splinter van de NDP 'Georgische Partij voor Industrie en Economische Ontwikkeling'. De alliantie kreeg ruim vier procent stemmen, te weinig voor de kiesdrempel van zeven procent. Ze wist ook geen districtszetels te winnen. De alliantie werd in 2001 ontbonden vanwege gebrek aan geld.

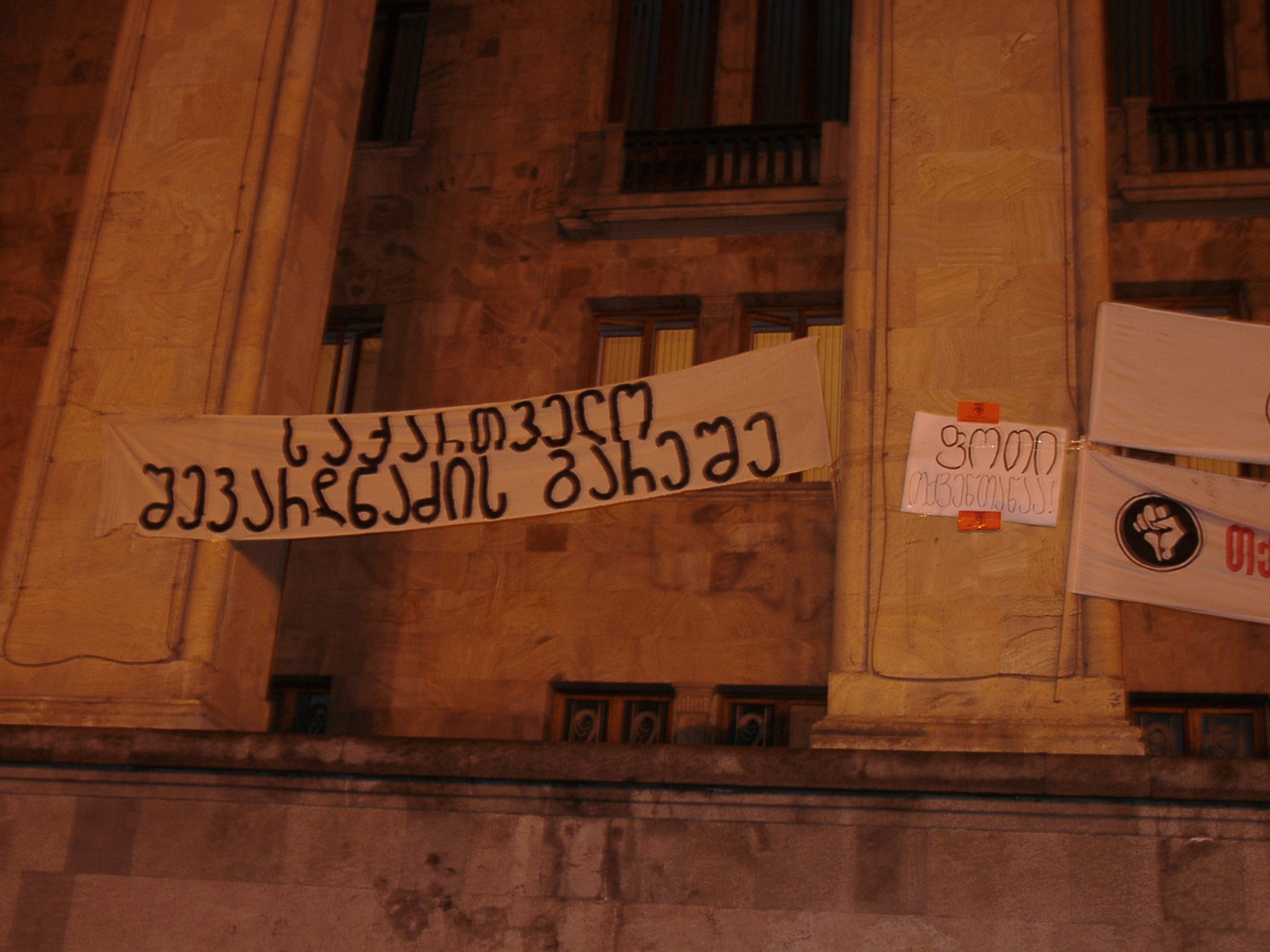
De leus "Georgie zonder Sjevardnadze" van de Republikeinse Partij werd een centraal thema in de verkiezingen van 2002 en 2003.

De Republikeinen introduceerden in het najaar van 2001 tijdens demonstraties tegen Sjevardnadze de protestleuze "Georgië zonder Sjevardnadze". Deze leus kwam centraal te staan in de campagne voor de gemeenteraadsverkiezingen van 2002. De Republikeinen hadden zich in de tussentijd aangesloten bij de Nationale Beweging onder aanvoering van de opkomende oppositieleider Micheil Saakasjvili. De combine werd tweede bij de gemeenteraadsverkiezingen in hoofdstad Tbilisi, achter de Arbeiderspartij. Het was een belangrijke mijlpaal die het einde van het tijdperk Sjevardnadze inluidde, wat zijn Burgerunie haalde in Tbilisi de kiesdrempel niet. Saakasjvili werd voorzitter van de gemeenteraad van Tbilisi en de Republikeinse leider David Berdzenisjvili werd voorzitter van de gezamenlijke fractie. Een jaar later resulteerde de frauduleus verlopen stembusgang voor het parlement in de Rozenrevolutie en het opstappen van Sjevardnadze.
Tijdens de herhalingsverkiezing van 28 maart 2004 won de alliantie Nationale Beweging - Democraten de meerderheid in het parlement. Hiervan waren zes zetels van de Republikeinse Partij. De partij speelde in dezelfde periode een rol in de demonstraties in Batoemi tegen de Adzjaarse leider Abasjidze, die in mei 2004 naar Moskou vluchtte. Kort daarna won de partij twee van de dertig zetels in de Hoge Raad van Adzjarië. Ondertussen boterde het niet meer tussen de Republikeinen en Saakasjvili over fundamentele kwesties ten aanzien van de democratie. De partij beschuldigde de autoriteiten van een frauduleuze stembusgang in Adzjarië. Andere frictiepunten betroffen grondwetswijzigingen die het functioneren van het parlement beperkten, het introduceren van "super-presidentieel autoritarisme" en de staatkundige status van de autonome republiek Adzjarië. Ook pogingen om "revolutionaire doelen te bereiken door mensenrechtenschendingen en verwaarlozing van de rechtsstaat" waren onaanvaardbaar voor de Republikeinen.
De ideologisch gedreven partij met een intellectuele inborst botste hier met de revolutionair ingestelde Verenigde Nationale Beweging van inmiddels president Saakasjvili. De partij concludeerde dat er "na de gezamenlijke en succesvolle strijd tegen de autoriteiten van Sjevardnadze en Abasjidze" geen noodzaak meer was om deel uit te maken van de coalitie Nationale Beweging. De Republikeinse parlementsleden verlieten de meerderheidsfractie en gingen in oppositie. In het najaar van 2005 vormden ze de fractie Democratisch Front met de Conservatieven en andere parlementsleden.
De partij kreeg daarna te maken met de schaduwkanten van Saakasjvili's regering. In maart 2006 trok het parlement het mandaat in van Valeri Gelasjvili, lid van de Republikeinse fractie, omdat hij nog actief betrokken zou zijn bij zijn bedrijf wat tegen de wet in gaat. De oppositie zag dit als "onderdrukking van politieke tegenstanders". Gelasjvili was in juli 2005 namelijk ook al zwaar mishandeld, nadat hij in een krant beledigende opmerkingen had geuit over de president en zijn familie. Saakasjvili werd in 2018 in absentia veroordeeld tot zes jaar cel voor het opdracht geven tot deze mishandeling.

### Nieuw leiderschap

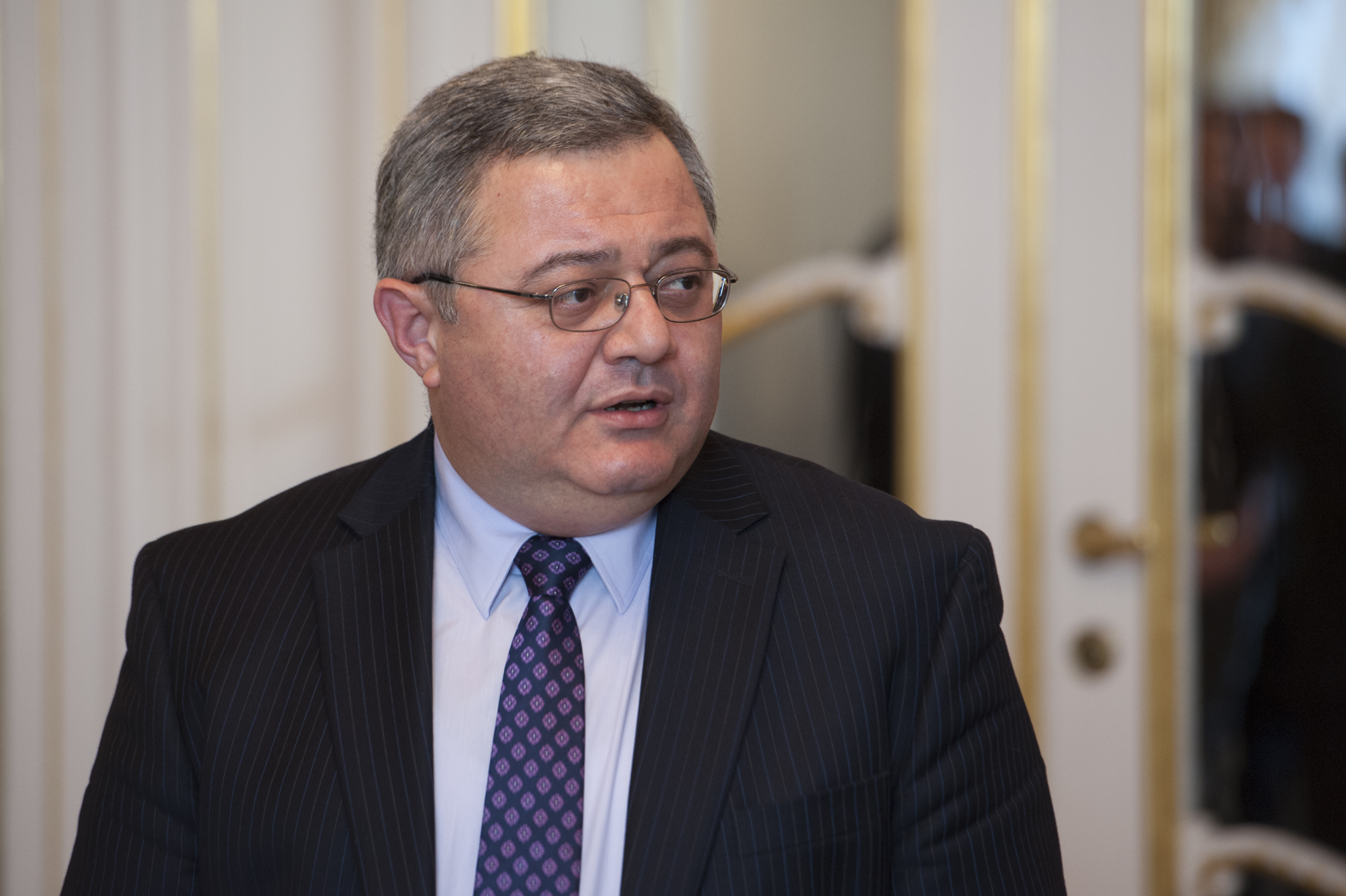
David Oesoepasjvili werd partijleider in 2005 en hervormde de gebrekkige partijstructuur.

De Republikeinen voerden oppositie tegen de autoritaire trekken in de regering-Saakasjvili, en namen hierin een leidende rol onder de nieuwe partijleider David Oesoepasjvili. Hij stelde bij zijn aantreden in 2005 de partijprincipes centraal en reikte de hand aan de regeringspartij om de dialoog te voeren over "de rechtsstaat, decentralisatie van het bestuur, vreedzame oplossing van conflicten, integratie in de westerse structuren, daadwerkelijke implementatie en vaststelling van Europese normen en niet slechts het creëren van een illusie hiervan". Oesoepasjvili bracht nieuwe gezichten de partij in, die net als hem een staat van dienst hadden in het maatschappelijk middenveld. Hij sprak bij zijn aantreden de ambitie uit om de partijorganisatie te hervormen, een gekend zwak punt van de partij.
Op het volgende partijcongres vier jaar later verklaarde de partij meer dan 4000 leden te hebben en nam het congres een nieuw statuut aan dat de hervormde partijstructuur vastlegde. In de tussenliggende jaren was de partij lid geworden van de Liberale Internationale (2006) en de Europese liberale koepelpartij ALDE (2007). Tevens was er een jongerenafdeling opgericht, de Jonge Republikeinen (ახალგაზრდა რესპუბლიკელები), die zich internationaal affilieerde met de wereldwijde liberale jongerenorganisatie IFLRY en het Europese LYMEC.

### Straatprotest

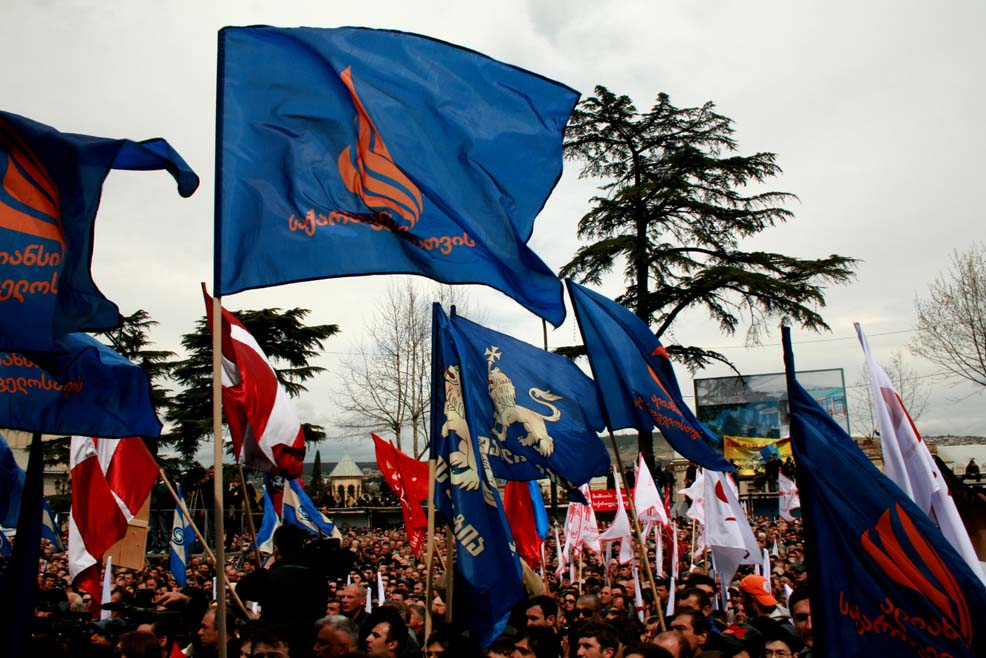
De vlaggen van de 'Alliantie voor Georgië', die de partij samen met de Nieuwe Rechtsen in 2009, waarmee de alliantie actievoerde.

Na de arrestatie van voormalig defensieminister Irakli Okroeasjvili in september 2007 braken protesten uit waarin de Republikeinen de regering ter verantwoording riepen. De aanhoudende oppositieprotesten werden in november 2007 met politiegeweld uiteengeslagen, waarna president Saakasjvili vervroegde presidentsverkiezingen voor januari 2008 uitriep. De Republikeinen steunden hierin de gezamenlijke oppositiekandidaat Levan Gatsjetsjiladze, die tweede werd. De partij betwistte de herverkiezing van Saakasjvili en stelde bewijs te hebben van fraude bij het verwerken van de tellingen.
In de parlementsverkiezingen van mei 2008 zag de partij haar kritische inspanningen niet beloond bij de stembus, toen ze de kiesdrempel niet behaalde en slechts twee districtszetels wist te winnen. De partij deed in die verkiezing niet mee met het gezamenlijke oppositieblok, maar nam deel met een eigen lijst. Het bracht de partij tot inzicht om zich in volgende verkiezingen bij een politieke alliantie aan te sluiten. In het voorjaar van 2009 vond een lange protestgolf plaats, van waaruit de Alliantie voor Georgië werd gevormd, gedragen door de Republikeinen en de Nieuwe Rechtsen, met voormalig VN-ambassadeur Irakli Alasania als boegbeeld. Op het 13e partijcongres in juli 2009 gaven zij acte de presence. De alliantie viel na tegenvallende resultaten in de gemeentelijke verkiezingen van 2010 uit elkaar. 
De druk vanuit de oppositie op de regering Saakasjvili bleef groot, maar pas in de winter van 2012 kwam de doorslag met de vorming van een nieuwe alliantie rond de door oligarch Bidzina Ivanisjvili opgerichte partij Georgische Droom. De Republikeinse Partij werd onderdeel van het 6-partijenblok rond Georgische Droom, die de verkiezingen van 2012 won na een breed uitgemeten gevangenisschandaal tijdens de campagne.

### Regeren met Georgische Droom (2012-2016)

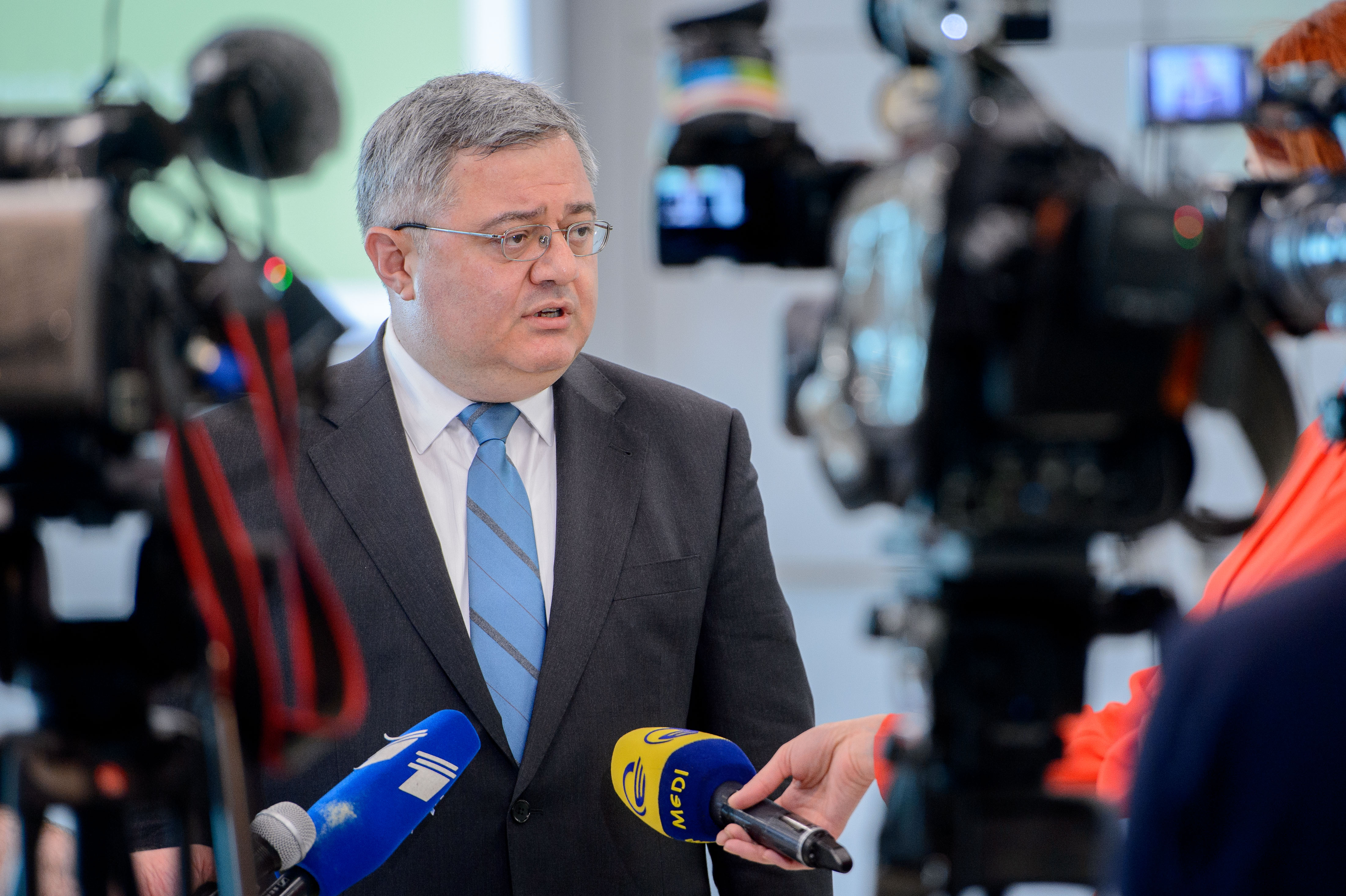
Partijleider Oesoepasjvili was van 2012 tot 2016 voorzitter van het Georgische parlement. De partij was op haar hoogtepunt van politieke invloed en regeerde voor het eerst echt mee.

De overwinning van de coalitie van Georgische Droom betekende de eerste democratische machtsoverdracht sinds de onafhankelijkheid van Georgië. Namens de Republikeinen nam Paata Zakareisjvili zitting in het kabinet, dat in het eerste jaar onder leiding stond van Ivanisjvili. Zakareisjvili werd minister van Re-integratie, belast met de afscheidingsgebieden Abchazië en Zuid-Ossetië en de binnenlandse ontheemden als gevolg van de conflicten. De partij leverde hiermee voor het eerst in haar bestaan een minister.

Medeoprichter David Berdzenisjvili werd fractievoorzitter en partijleider Oesoepasjvili werd parlementsvoorzitter, een machtige rol in het Georgische politiek stelsel. De voorzitter van het parlement is tevens plaatsvervangend staatshoofd en is gemachtigd wetten te bekrachtigen als de president in gebreke blijft. Bestuurslid Chatoena Samnidze volgde in november 2013 Oesoepasjvili op als partijleider. De aanwezigheid van premier Ivanisjvili op het partijcongres bevestigde de statuur van de Republikeinen in de regeringscoalitie.

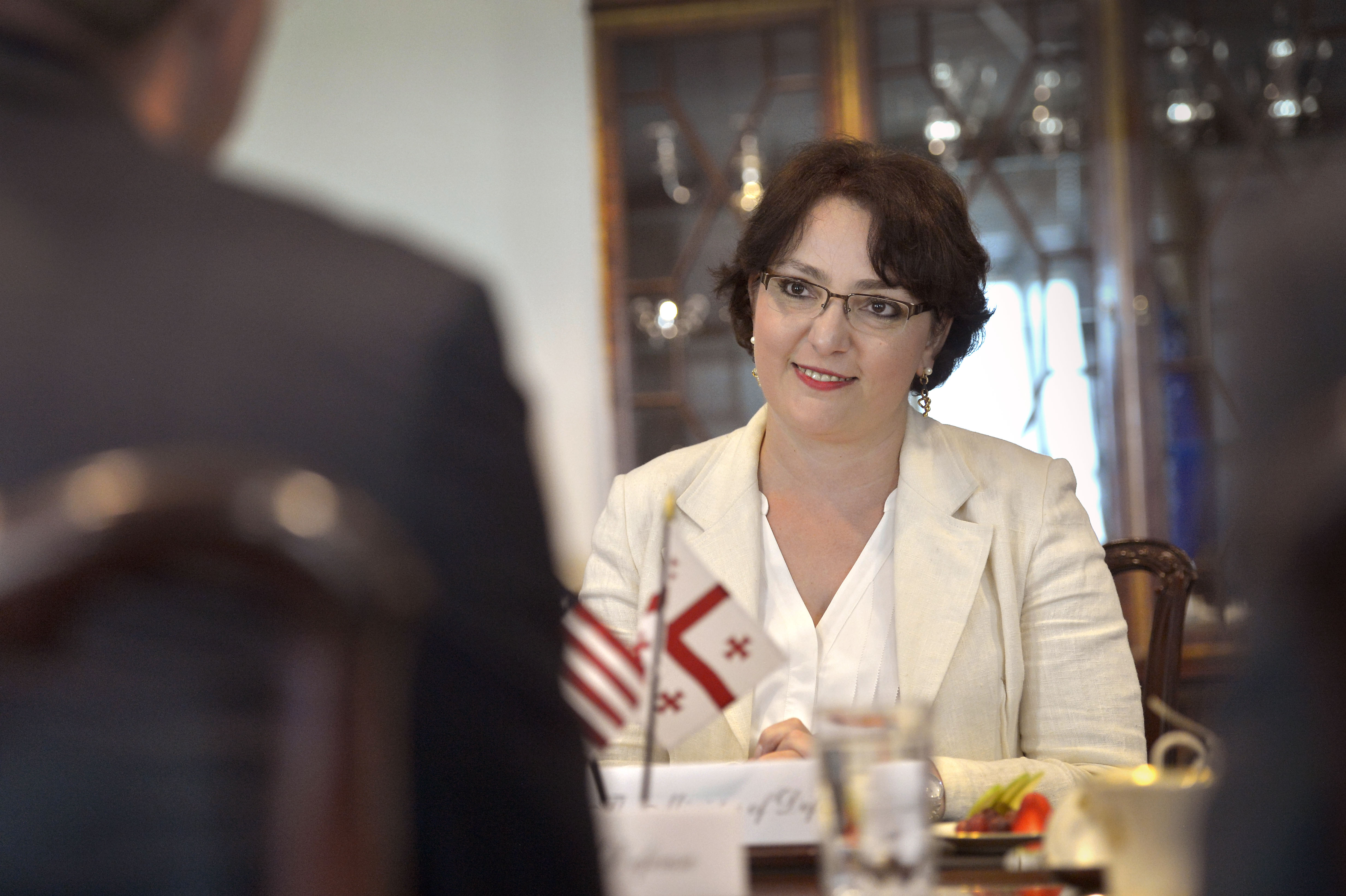
Tinatin Chidasjeli, de eerste vrouwelijke defensieminister in Georgië

De regering haalde successen binnen, zoals het Associatieverdrag met de EU in juni 2014. De onderhandelingen waren al onder Saakasjvili gestart, maar een ordentelijk verloop van de stembusgang en een vreedzame machtsoverdracht - indien van toepassing - waren een voorwaarde voor de afronding van het verdrag. In het najaar van 2014 kwamen scheuren in de coalitie en verlieten de liberale Vrije Democraten van defensieminister Irakli Alasania de regeringscoalitie. De Republikeinen deden een appèl op Georgische Droom voor coalitiesamenwerking "Europese stijl", waarin gelijkwaardige consensusvorming voorop staat, om in de resterende twee regeringsjaren de noodzakelijke democratische hervormingen door te kunnen voeren.
In mei 2015 kregen de Republikeinen twee extra ministersposten. Parlementslid Tinatin Chidasjeli werd minister van Defensie, en Gigla Agoelasjvili werd minister van Milieu. In maart 2016 gaven Georgische Droom en de Republikeinse Partij aan dat ze apart de verkiezingen van oktober 2016 in zouden gaan, waarmee de coalitie feitelijk uit elkaar viel. In juli 2016 gaven Chidasjeli en Zakareisjvili hun ministersposten op, en sloot de derde Republikeinse minister Agoelasjvili zich aan bij Georgische Droom, waarmee er een einde kwam aan de Republikeinse regeringsdeelname.

### Terug in de oppositie

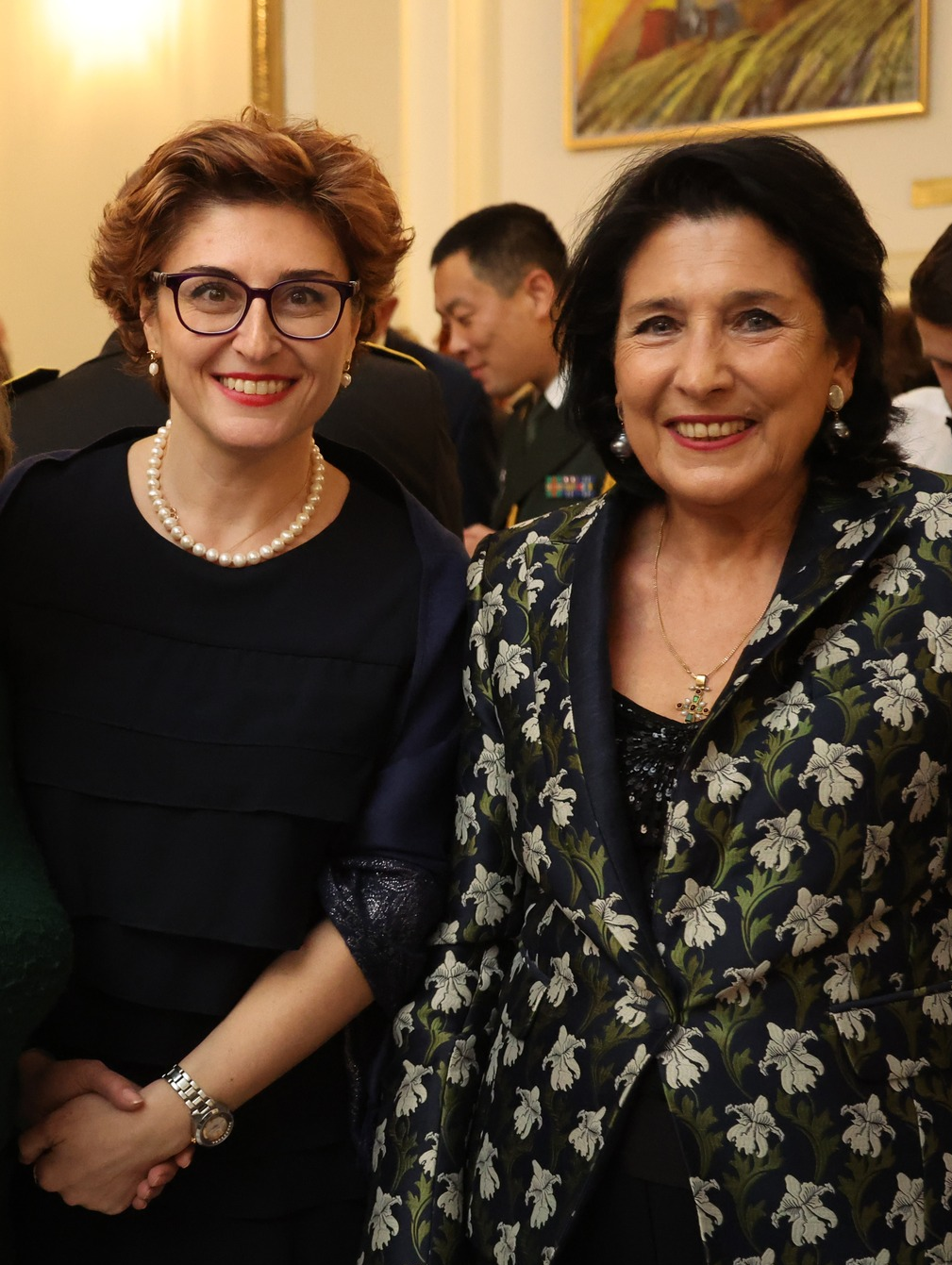
Chatoena Samnidze, partijvoorzitter 2013-2024 en parlementslid 2016-2024. Hier met president Salome Zoerabisjvili bij de afsluitende receptie van "Onze stem naar Europa" op 14 december 2023. Dit was de laatste avond voordat Georgië kandidaat-lid voor de EU werd.

De Republikeinse Partij probeerde in aanloop naar de verkiezingen van oktober 2016 een electorale alliantie met de Vrije Democraten te sluiten om de kiesdrempel van vijf procent veilig te stellen, maar dat faalde. Beide partijen kregen te weinig stemmen voor de kiesdrempel en wonnen ook geen districten, waardoor ze uit het parlement verdwenen. Verschillende prominenten verlieten hierna de partij, waaronder Oesoepasjvili, Chidasjeli en grondwetsjurist Vachtang Chmaladze. Georgische Droom behaalde in deze verkiezing een grondwettelijke meerderheid. Volgens lijsttrekker Oesoepasjvili bewezen "ervaringen uit het verleden van Georgië dat de constitutionele meerderheid de gemakkelijkste manier is om fouten te maken", een verwijzing naar het tijdperk-Saakasjvili, toen zijn Verenigde Nationale Beweging in 2008 ook een grondwettelijke meerderheid behaalde.
In 2017 mislukte een tweede poging van de Republikeinen en Vrije Democraten om gezamenlijk verkiezingen in te gaan, dit keer voor de gemeenteraden. Vlak voor deze verkiezingen publiceerde de partij een voorstel voor een geregistreerd partnerschap voor koppels van hetzelfde geslacht, een noviteit in Georgië, en zette de partij een lesbische kandidaat op de lijst in Tbilisi. Ze won er geen zetels mee. Bij de presidentsverkiezingen van 2018 steunde de partij in de tweede ronde oppositiekandidaat Grigol Vasjadze van de Verenigde Nationale Beweging.
Sindsdien was er weer toenadering met de partij van voormalig president Saakasjvili. Tijdens de parlementsverkiezingen van oktober 2020 was de Republikeinse Partij onderdeel van de oppositie-alliantie Kracht in Eenheid rond de Verenigde Nationale Beweging. Via de gecombineerde lijst wisten twee kandidaten van de Republikeinse Partij een zetel in het parlement te winnen, namelijk partijleider Samnidze en Tamar Kordzaia. De verkiezingen liepen uit op een lange politieke crisis, toen de oppositie weigerde zitting te nemen in het parlement na beschuldigingen van verkiezingsfraude aan het adres van de regering. Pas na bemiddeling door de Europese Unie onder leiding van Charles Michel accepteerde een deel van de oppositie hun parlementaire mandaat, ruim een half jaar na de verkiezingen.
Beide gekozen leden van de Republikeinse Partij gingen het parlement in. Samnidze werd vervolgens leider van de gecombineerde oppositiefractie Groep voor de hervormingen van Charles Michel, bestaande uit Strategie Agmasjenebeli, Girtsji – Meer Vrijheid, en afgesplitste leden van Europees Georgië en de Verenigde Nationale Beweging. Kordzaia verliet uit onvrede over deze koers de partij en ging als onafhankelijk parlementslid verder. Ook partijprominent en oprichter Levan Berdenisjvili verliet om dezelfde reden de partij. Voor de gemeenteraadsverkiezingen in oktober 2021 bundelde de partij de krachten met de Vrije Democraten en Strategie Agmasjenebeli onder de noemer Derde Kracht. De coalitie wist in zeven gemeenten zetels te winnen.

### Laatste hoofdstuk

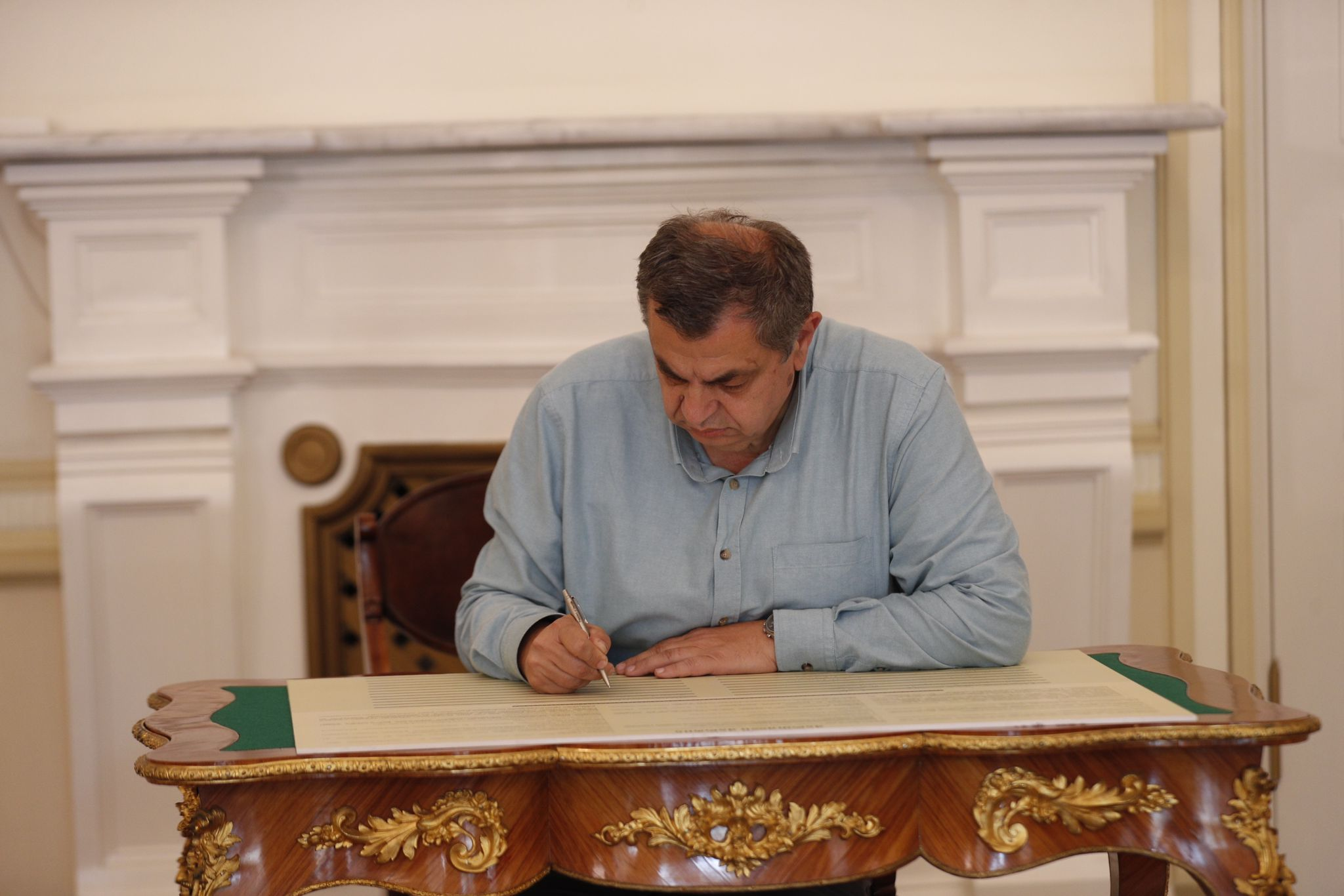
Oprichter David Berdzenisjvili ondertekende op 3 juni 2024 namens de partij het 'Georgisch Handvest' van president Zoerabisjvili.

In juni 2024 ondertekende de partij het 'Georgisch Handvest', een initiatief van president Salome Zoerabisjvili om de pro-westerse oppositie te verenigen achter een plan van aanpak om het land weer terug te krijgen op het pad van Europese toetreding. Voor de parlementsverkiezingen in oktober van dat jaar sloot de partij zich in aan bij de 'Coalitie voor Verandering'. De nieuwe partij Achali van voormalige leiders van de Verenigde Nationale Beweging, Nika Melia en Nika Gvaramia, leidde  deze coalitie.
Voorzitter Samnidze stond als enige van de partij op de kandidatenlijst van de coalitie. Ze moest vanwege nieuwe verkiezingsregels afstand doen van haar voorzitterschap en partijlidmaatschap om op de kandidatenlijst van 'Coalitie voor Verandering' te staan. De coalitie werd tweede volgens de officiële, maar betwiste uitslag van de verkiezingen. Daags na de verkiezingen begon de oppositie een boycot van het parlement in protest tegen de in hun ogen gefraudeerde uitslag. Drie oppositiegroeperingen, waaronder 'Coalitie voor Verandering', dienden een verzoek in om de parlementaire mandaten van hun verkozen volksvertegenwoordigers in te trekken. Daarnaast lieten ze hun kieslijsten annuleren, waardoor er geen vervangende parlementsleden konden worden benoemd. Op 5 februari 2025 werden de zetels van 49 leden van de oppositie ingetrokken, inclusief Samnidze.
Oprichter en voormalig partijvoorzitter David Berdzenisjvili werd in mei 2025 geregistreerd als waarnemend voorzitter. De partij werd hiermee feitelijk inactief, nadat alle partijgezichten waren vertrokken. De Republikeinse Partij registreerde zich niet voor de gemeenteraadsverkiezingen op 4 oktober 2025. Een belangrijk deel van de pro-westerse oppositie, waaronder de 'Coalitie voor Verandering', weigerde aan deze verkiezing deel te nemen.

## Ideologie
De oorsprong van de partij, gelegen in de dissidentenbeweging in de Sovjet-Unie, heeft ze meegedragen in de ideologische vorming. De opvattingen die wijdverspreid waren onder een deel van de Georgische intelligentsia van die tijd zoals democratische waarden, anticommunisme en gematigd nationalisme werden ook na de Sovjetperiode door de partij uitgedragen. De stabiliteit van de principes van de partij wordt door sommigen gekoppeld aan het sociale profiel van haar leden, namelijk intellectuelen uit de middenklasse. De Republikeinen positioneren zich als de belangrijkste partij van het liberale centrum, met een bandbreedte van sociaalliberaal tot neoliberaal. De partij stond in het begin aanvankelijk voor sociaaldemocratische ideeën, maar de opkomende nationale beweging duwde hen naar rechts.

### Standpunten
Voor de verkiezingen van 2016 stelde de partij onder meer voor:
- Verhogen onderwijsbudget van 1,8% naar 5% van het bruto binnenlands product;
- Transitie naar een proportioneel verkiezingssysteem. Verhogen vrouwenparticipatie in het democratisch proces, bijvoorbeeld met een quotum op de kieslijsten.
- Maatregelen voor de onafhankelijkheid van de rechtspraak op alle lagen.
- Verbieden van integratie van militaire-, politie- en staatsveiligheidsorganisaties.
- Opname in de grondwet, de preambule dat de Georgische staat een plaats in het Euro-Atlantische systeem van veiligheid en samenwerking van democratische staten verwerft.
- Inkomstenbelasting op basis van een progressief systeem in plaats van het geldende vlakke tarief, gecombineerd met een verplicht pensioen en medische zorgverzekering.
- Inwoners in de afscheidingsgebieden Abchazië en Zuid-Ossetië moeten kunnen profiteren van het associatie- en vrijhandelsverdrag met de Europese Unie.

## Verkiezingen
Een overzicht van de landelijke verkiezingsuitslagen voor de partij. Bij deelname via een lijstcombinatie of electoraal blok is het aantal stemmen en % niet opgenomen omdat het partijaandeel niet te achterhalen is. Aantal partijzetels is wel zo accuraat mogelijk opgenomen, op basis van de kandidaten die verkozen waren via de kieslijst of districten. Vanaf 2024 waren er geen districtszetels meer.
| 1990                    | 14 | Via kieslijst 'Democratisch Georgië'              | Via kieslijst 'Democratisch Georgië'              | Via kieslijst 'Democratisch Georgië'              | Via kieslijst 'Democratisch Georgië'              | Via kieslijst 'Democratisch Georgië'              | 3 / 250                                       | Nieuw                                         | Oppositie                                     | [ 58 ] |
| 1992                    | 22 | Via kieslijst '11 Oktober'                        | Via kieslijst '11 Oktober'                        | Via kieslijst '11 Oktober'                        | Via kieslijst '11 Oktober'                        | Via kieslijst '11 Oktober'                        | 10 / 234                                      | 10                                            | Oppositie                                     | [ 59 ] |
| 1995                    | 52 | 35.051                                            | 1,75                                              | (17)                                              | 0                                                 | 1                                                 | 1 / 233                                       | 9                                             | Oppositie                                     |        |
| 1999                    | 4  | Via kieslijst 'Nationaal-Democratische Alliantie' | Via kieslijst 'Nationaal-Democratische Alliantie' | Via kieslijst 'Nationaal-Democratische Alliantie' | Via kieslijst 'Nationaal-Democratische Alliantie' | Via kieslijst 'Nationaal-Democratische Alliantie' | 0 / 235                                       | 1                                             | Buiten-parlementair                           |        |
| 2003                    | 5  | Via kieslijst Nationale Beweging - Democraten     | Via kieslijst Nationale Beweging - Democraten     | Via kieslijst Nationale Beweging - Democraten     | Via kieslijst Nationale Beweging - Democraten     | Via kieslijst Nationale Beweging - Democraten     | Via kieslijst Nationale Beweging - Democraten | Via kieslijst Nationale Beweging - Democraten | Via kieslijst Nationale Beweging - Democraten | [ 60 ] |
| 2004                    | 5  | Via kieslijst Nationale Beweging - Democraten     | Via kieslijst Nationale Beweging - Democraten     | Via kieslijst Nationale Beweging - Democraten     | Via kieslijst Nationale Beweging - Democraten     | Via kieslijst Nationale Beweging - Democraten     | 6 / 235                                       | 6                                             | Regerend                                      | [ 61 ] |
| 2004                    | 5  | Via kieslijst Nationale Beweging - Democraten     | Via kieslijst Nationale Beweging - Democraten     | Via kieslijst Nationale Beweging - Democraten     | Via kieslijst Nationale Beweging - Democraten     | Via kieslijst Nationale Beweging - Democraten     | 6 / 235                                       | 6                                             | Oppositie                                     | [ 61 ] |
| 2008                    | 2  | 67.037                                            | 3,78                                              | (5)                                               | 0                                                 | 2                                                 | 2 / 150                                       | 4                                             | Oppositie                                     |        |
| 2012                    | 41 | Via kieslijst Georgische Droom                    | Via kieslijst Georgische Droom                    | Via kieslijst Georgische Droom                    | Via kieslijst Georgische Droom                    | Via kieslijst Georgische Droom                    | 9 / 150                                       | 7                                             | Regerend                                      | [ 62 ] |
| 2016                    | 6  | 27.264                                            | 1,55                                              | (8)                                               | 0                                                 | 0                                                 | 0 / 150                                       | 9                                             | Buiten-parlementair                           |        |
| 2020                    | 5  | Via kieslijst 'Kracht in Eenheid'                 | Via kieslijst 'Kracht in Eenheid'                 | Via kieslijst 'Kracht in Eenheid'                 | Via kieslijst 'Kracht in Eenheid'                 | Via kieslijst 'Kracht in Eenheid'                 | 2 / 150                                       | 2                                             | Oppositie                                     | [ 63 ] |
| 2024                    | 4  | Via kieslijst 'Coalitie voor Verandering'         | Via kieslijst 'Coalitie voor Verandering'         | Via kieslijst 'Coalitie voor Verandering'         | Via kieslijst 'Coalitie voor Verandering'         | Via kieslijst 'Coalitie voor Verandering'         | 1 / 150                                       | 1                                             | Oppositie                                     | [ 64 ] |
| 2024                    | 4  | Via kieslijst 'Coalitie voor Verandering'         | Via kieslijst 'Coalitie voor Verandering'         | Via kieslijst 'Coalitie voor Verandering'         | Via kieslijst 'Coalitie voor Verandering'         | Via kieslijst 'Coalitie voor Verandering'         | 1 / 150                                       | 1                                             | Buiten-parlementair                           | [ 64 ] |
| Bronnen: CESKO, Slider; |    |                                                   |                                                   |                                                   |                                                   |                                                   |                                               |                                               |                                               |        |

## Partijleiders
Partijvoorzitters worden gekozen door het partijcongres. In mei 2025 werd oprichter David Berdzenisjvili geregistreerd als waarnemend voorzitter, nadat Samnidze in 2024 het voorzitterschap had neergelegd en haar partijlidmaatschap had opgezegd om op de kandidatenlijst van 'Coalitie voor Verandering' te mogen staan voor de parlementsverkiezingen van 2024.
| #                                           | Naam                 | Van  | Tot  | Opmerking  |
| ------------------------------------------- | -------------------- | ---- | ---- | ---------- |
| 1                                           | Vachtang Dzabiradze  | 1979 | 1995 |            |
| 2                                           | Ivliane Chaindrava   | 1996 | 2000 |            |
| 3                                           | David Berdzenisjvili | 2000 | 2005 |            |
| 4                                           | David Oesoepasjvili  | 2005 | 2013 |            |
| 5                                           | Chatoena Samnidze    | 2013 | 2024 |            |
|                                             | David Berdzenisjvili | 2025 |      | waarnemend |
| Bron: partijgeschiedenis, en Civil Georgia. |                      |      |      |            |

## Internationale relaties
De Republikeinse Partij is sinds 2006 lid van de Liberale Internationale (LI), de wereldwijde koepelorganisatie van liberale partijen waar ook de Nederlandse VVD en D66 bij aangesloten zijn. In mei 2016 was de Republikeinse Partij gastheer van de Executive Committee conferentie van LI. De partij is tevens sinds 2007 geassocieerd lid van de Europese liberale koepelpartij ALDE. In 2005 werd de partij een strategisch partner van de Friedrich-Naumann-Stiftung, gelieerd aan de Duitse Freie Demokratische Partei.
De Jonge Republikeinen waren een volwaardig lid van de wereldwijde liberale jongerenorganisatie IFLRY, en werden in die context ondersteund met trainingen door onder meer de Nederlandse JOVD (VVD) en de Jonge Democraten (D66). Tot 2019 was de jongerenafdeling ook lid van de Europese koepelorganisatie LYMEC. De associatie werd beëindigd vanwege inactiviteit van de jongerenafdeling.